# Manuel Ángel Castillo
Manuel Ángel Castillo García (Nueva Guatemala de la Asunción, Guatemala, 22 de marzo de 1945) es un ingeniero civil y maestro en desarrollo urbano. Inmigró a México, en donde se ha distinguido por su trabajo de investigación en el Centro de Estudios Demográficos, Urbanos y Ambientales (CEDUA) de El Colegio de México, especialmente en temas relativos a la demografía, el desarrollo urbano, las migraciones, los estudios regionales y las relaciones internacionales en materia de población. En lo particular, ha hecho importantes contribuciones hacia la configuración de la política migratoria entre Guatemala y México. Además de profesor e investigador, fue el Coordinador de Publicaciones del CEDUA y el director de la revista Estudios Demográficos y Urbanos] (enlace roto disponible en Internet Archive; véase el historial, la primera versión y la última). Actualmente se encuentra adscrito al Programa de Estudios Interdisciplinarios de El Colegio de México y recibió en el 2022 la distinción de Investigador Nacional Emérito del Sistema Nacional de Investigadores. Fue miembro de la Junta de Gobierno de El Colegio de México durante el periodo de 2013-2018.

## Biografía
Realizó sus estudios básicos en el Colegio La Preparatoria] (enlace roto disponible en Internet Archive; véase el historial, la primera versión y la última). de Guatemala, y se graduó como ingeniero civil en la Facultad de Ingeniería de la Universidad de San Carlos de Guatemala y como maestro en desarrollo urbano en el entonces Centro de Estudios de Demografía y Desarrollo Urbano (CEDDU) de El Colegio de México.
Como docente, ha participado en programas de posgrado en diversas instituciones de México y en otros países. Destaca su tarea en la Universidad Nacional Autónoma de México (UNAM), en la Universidad Autónoma del Estado de Hidalgo, en los Colegios de la Frontera Norte (Colegio) y de la Frontera Sur (Ecosur) de México, el Instituto de Investigaciones "Dr. José María Luis Mora"] (enlace roto disponible en Internet Archive; véase el historial, la primera versión y la última)., el Centro de Investigaciones y Estudios Superiores en Antropología Social] (enlace roto disponible en Internet Archive; véase el historial, la primera versión y la última). (CIESAS) y la Facultad Latinoamericana de Ciencias Sociales (Flacso). Ha colaborado con la Universidad de San Carlos (Usac) en Guatemala y en la Universidad de Brown en los Estados Unidos de América. En el Colmex, ha sido docente del Centro de Estudios Internacionales (CEI), del Programa de Estudios Avanzados en Desarrollo Sustentable y Medio Ambiente (LEAD - México) y del Programa Interdisciplinario de Estudios de la Mujer (PIEM), actualmente Centro de Estudios de Género (CEG).
Es miembro de diversos organismos científicos, como la Sociedad Mexicana de Demografía] (enlace roto disponible en Internet Archive; véase el historial, la primera versión y la última). (Somede), la Academia Mexicana de Ciencias] (enlace roto disponible en Internet Archive; véase el historial, la primera versión y la última). (AMC), el Consejo Mexicano de Asuntos Internacionales] (enlace roto disponible en Internet Archive; véase el historial, la primera versión y la última). (Conexión) y la Latin American Studies Association] (enlace roto disponible en Internet Archive; véase el historial, la primera versión y la última). (LASA), así como de organizaciones de la sociedad civil, como el Patronato de Sin Fronteras, I.A.P.] (enlace roto disponible en Internet Archive; véase el historial, la primera versión y la última). y el Consejo Consultivo del Instituto Centroamericano de Estudios Sociales y Desarrollo (Incedes).  Participa como miembro del grupo del proyecto “Migración y desarrollo en Centroamérica”, Inter-American Dialogue – CAMMINA, 2014-2015.
También ha colaborado para el Consejo Nacional de Población (Conapo), para, la Comisión Nacional de Derechos Humanos (CNDH), para la Secretaría del Trabajo y Previsión Social (STPS) y para la Comisión Mexicana de Ayuda a Refugiados (Comar), todas ellas de México. Lo ha hecho asimismo para organismos internacionales, como el Alto Comisionado de las Naciones Unidas para los Refugiados (ACNUR), la Organización Internacional para las Migraciones (OIM), el Fondo de Población de las Naciones Unidas (UNFPA), el Fondo de Naciones Unidas para la Infancia (Unicef), la Comisión Económica para América Latina (CEPAL), la Agencia Noruega para Cooperación al Desarrollo (Norad) y la Agencia Sueca Internacional de Cooperación al Desarrollo (SIDA).

## Publicaciones
Algunas de sus publicaciones más recientes:
- Castillo, Manuel Ángel y Méroné, Schwarz Coulange. “El debilitamiento de la exclusividad del Estado en el establecimiento de políticas migratorias: el caso de la migración haitiana a países de América Latina” en Laura Calvelo y Martha Luz Rojas Wiesner (coords.). El derecho a la migración y la movilidad en las sociedades latinoamericanas y caribeñas, 1a ed. - Avellaneda: Undav Ediciones; México: El Colegio de la Frontera Sur - Ecosur, 2022, pp. 77-100.[4]
- “Inmigración en México, el Consenso de Montevideo y los derechos humanos en el contexto del COVID-19” en Efectos sociodemográficos y socioeconómicos en el desarrollo de la población frente a la COVID-19. Desafíos y oportunidades en el marco del Consenso de Montevideo, Fondo de Población de las Naciones Unidas, México, 2021, pp. 138-156. ISBN 978-607-96817-4-6.[5]
- “Inmigración y pandemia en México. Reflexiones para políticas públicas” en Claudia Masferrer (coordinadora), Migración y desigualdades ante la pandemia de COVID-19 en México y Estados Unidos, 1ª. edición, El Colegio de México, Ciudad de México, México, 2021, pp. 35-40. ISBN 978-607-564-281-9 [6]
- “Inmigración y pandemia en México. Reflexiones para políticas públicas” en Migración y desigualdades ante COVID-19. Poblaciones vulnerables y redes de apoyo en México y Estados Unidos, Serie Notas sobre Migración y Desigualdades, Número 5, Seminario Migración, Desigualdad y Políticas Públicas, El Colegio de México, México, junio 2020, pp. 3-5[7]
- Castillo, Manuel Ángel y Méroné, Schwarz Coulange. “Integración de los inmigrantes haitianos de la oleada a México del 2016” en Frontera Norte, Vol. 32, Art. 11, 2020, 23 p.[8]
- Castillo G., Manuel Ángel y Martha Luz Rojas Wiesner. “14. Un balance de la inmigración y de la migración de tránsito en México” en Silvia Giorguli y Jaime Sobrino, editores, Dinámica demográfica de México en el siglo xxi, Tomo II, 1ª. edición, Centro de Estudios Demográficos, Urbanos y Ambientales, El Colegio de México, Ciudad de México, febrero de 2020, pp. 131-167. ISBN 978-607-564-007-5 (volumen II). ISBN 978-607-564-005-1 (obra completa)
- “Tendencias y determinantes estructurales de la migración internacional en Centroamérica", en Ana Silvia Monzón (coord.), Antología del pensamiento crítico guatemalteco contemporáneo. Buenos Aires. CLACSO, 2019. pp. 183-205. ISBN: 978-987-722-556-3[9]
- “Hacia una nueva política migratoria centrada en los derechos humanos", en José Luis Calva (coord.), Migración de mexicanos a Estados Unidos. Derechos humanos y desarrollo.  Vol. 20, Juan Pablos Editor y Consejo Nacional de Universitarios, CDMX, 2019, pp. 1056-1081. ISBN: 978-607-711-517-5.[10]
- "Prólogo", en Luis Alfredo Arriola Vega y Enrique Coraza de los Santos (edit.), Ráfagas y vientos de un sur global. Movilidades recientes en estados fronterizos del sur-sureste de México, San Cristóbal de las Casas, Chiapas. Peter Lang Publishing y El Colegio de la Frontera Sur, 2018, pp. 1-4. ISBN: 978-607-8429-61-5.
- Klaas, Kathryn Ruth, Jéssica N. Nájera Aguirre y Manuel Ángel Castillo. “Impacto de la movilidad internacional sobre la mortalidad materna en la frontera México y Guatemala” en Huellas de la Migración Año 3, No. 6, Centro de Investigación y Estudios Avanzados de la Población, Universidad Autónoma del Estado de México, Toluca, Edo. de México, julio-diciembre 2018, pp. 173-213. ISSN: 2594-2832[11]
- Méroné, Schwarz Coulange y Manuel Ángel Castillo. “2.5 La reciente ola de haitianos a México: ¿tránsito prolongado o formación de un nuevo destino migratorio?” en: Prontuario sobre poblaciones migrantes en condiciones de vulnerabilidad, Primera edición, Unidad de Política Migratoria/Subsecretaría de Población, Migración y Asuntos Religiosos/Secretaría de Gobernación, México, 2018, pp. 56-59. ISBN: 978-607-427-312-0[12]
- Castillo, Manuel Ángel, Mónica Toussaint y Mario Vázquez), Centroamérica, en Mercedes de Vega (coord.), Historia de las Relaciones Internacionales de México, 1821-2010, tomo 2, Archivo Histórico Diplomático / Secretaría de Relaciones Exteriores, México, 2011. ISBN 978-607-446-019-3, 330 p.
- Alba, Francisco, Manuel Ángel Castillo y Gustavo Verduzco (coordinadores). III. Migraciones Internacionales, Col. Los grandes problemas de México, 1ª. ed., El Colegio de México, México D.F., 2010, v. 3, 578 p.[13]
- Castillo, Manuel Ángel y Mónica Toussaint, Diagnóstico sobre las migraciones centroamericanas en el estado de Chiapas y sus impactos socioculturales. México. Agencia Española de Cooperación Internacional para el Desarrollo (AECID), 2008, 141 p. http://mirandosur.org/wordpress/wp-content/uploads/2009/03/chiapas.pdf (enlace roto disponible en Internet Archive; véase el historial, la primera versión y la última).

- "La frontera México-Guatemala: un entorno de asimetrías, desigualdades sociales y movilidad poblacional. Proyecto: Desarrollo de propuestas de política pública en asuntos de migración", en Sin Fronteras, IAP, Cambiando perspectivas: de la gestión de flujos hacia la construcción de políticas de migración con enfoque de desarrollo. México. UAZ, Sin Fronteras, INCIDE social, Miguel Ángel Porrúa, 2008, pp. 73-112.

- Castillo, Manuel Ángel y Jorge Santibáñez (eds.), Nuevas tendencias y nuevos desafíos de la migración internacional. Memorias del Seminario Permanente sobre Migración Internacional, vol. II. México. El Colegio de México, El Colegio de la Frontera Norte y la Sociedad Mexicana de Demografía, 2007, 485 p.

- Castillo, Manuel Ángel y Jorge Santibáñez, "Des observatoires frontaliers de flux migratoires au Mexique", en Les migrations internationales. Observation, analyse et perspectives. Colloque international de Budapest, vol. 12. París. Association Internationale des Démographes de Langue Française, 2007, pp. 23-37.
- Castillo, Manuel Ángel, Mónica Toussaint y Mario Vázquez, Espacios diversos, historia en común. México, Guatemala y Belice: la construcción de una frontera. México. Secretaría de Relaciones Exteriores, 2006, 288 p.
- Castillo, Manuel Ángel. «Mexico Caught Between the United States and Central America» in Migration Information Source, The Online Journal of the Migration Policy Institute. Special  Issue: Central America, Migration Information Source, April 2006.
- Castillo, Manuel Ángel. “La migration de transit au Mexique: odyssées, risques et coûts » en Migrations Société, Vol. 18, n° 107, Paris, septembre-octobre 2006, pp. 105-117.